# Památník armádního generála Ludvíka Svobody
Památník armádního generála Ludvíka Svobody (jinak také Rodný dům Ludvíka Svobody) byl památník v Hroznatíně. Památník byl pobočkou někdejšího Západomoravského muzea (nynější Muzeum Vysočiny Třebíč).

## Popis
V Hroznatíně na návsi stojí rodný dům prezidenta a armádního generála Ludvíka Svobody. V květnu roku 1985 byl na počest 40 let od osvobození Československa zpřístupněn veřejnosti. V první, obytné části domu šlo o expozici věnovanou jak tradicím Horácka, tak také dětství a mládí Ludvíka Svobody; v druhé části – v bývalé stodole přebudované na výstavní síň – panely seznamovaly s boji za druhé světové války a diplomatickou rolí Ludvíka Svobody. Památník byl zrušen v roce 1992.
Ač bylo muzeum zrušeno, rodný dům prezidenta je stále chráněn coby kulturní památka. Na jeho roli upomíná pamětní deska:

V TOMTO DOMĚ

SE 25. LISTOPADU 1895 NARODIL

ARMÁDNÍ GENERÁL

LUDVÍK SVOBODA

TROJNÁSOBNÝ HRDINA ČSSR

A HRDINA SSSR

VELITEL I. ČESKOSLOVENSKÉHO

ARMÁDNÍHO SBORU

V SOVĚTSKÉM SVAZU

V OBDOBÍ DRUHÉ SVĚTOVÉ VÁLKY

PREZIDENT ČESKOSLOVENSKÉ

SOCIALISTICKÉ REPUBLIKY

V LETECH 1968 AŽ 1975